# Іваниківське нафтогазоконденсатне родовище
Іваниківське нафтогазоконденсатне родовище — належить до Бориславсько-Покутського нафтогазоносного району Передкарпатської нафтогазоносної області Західного нафтогазоносного регіону України.

## Опис
Розташоване у Дрогобицькому районі Львівської області на відстані 14 км від м. Дрогобич. Пов'язане з другим ярусом складок північно-західної частини Бориславсько-Покутської зони.
Виявлене в 1964 р. Район родовища має покривно-насувний стиль тектоніки. іваниківська структура (8,8-3,1 м, висота 1200 м) є лінійно витягнутою асиметричною антикліналлю північно-західного простягання. З півд.-зах. з нею контактує Південно-іваниківська структура (8,8х2,8 м, висота 1000 м). Обидві складки розбиті на Помірківський (півн.-зах.) та іваниківський блоки.
Перший промисловий приплив газу та конденсату отримано у 1966 р. з вигодської світи еоцену іваниківської складки з інт. 3054-3103 м.
Поклади пластові, склепінчасті, тектонічно екрановані. Режим газоконденсатних Покладів газовий, нафтових — пружний та розчиненого газу. Колектори — пісковики та алевроліти.
Експлуатується з 1968 р. Запаси (підраховувались у 1976 р.) початкові видобувні категорій А+В+С1: нафти — 4 тис. т; газу — 3162 млн. м³; конденсату — 704 тис. т. Густина дегазованої нафти 884 кг/м³. Розробка родовища завершена.